# Rajon Rondo
Rajon Pierre Rondo (Louisville, 22 febbraio 1986) è un ex cestista statunitense, di ruolo playmaker.
Ha giocato per due anni alla University of Kentucky prima di essere scelto dai Phoenix Suns, durante il Draft NBA del 2006, e di essere scambiato con Boston, dove ha fatto il suo debutto in NBA. È stato il vincitore di due anelli NBA: nel 2008 con i Boston Celtics e nel 2020 con i Los Angeles Lakers.

## Caratteristiche tecniche
Rondo è un giocatore con grandi doti da passatore in grado di fornire assist anche nelle situazioni più complicate e con no-look, molto agile e abile ad andare al ferro aiutandosi con il tabellone per fare entrare il pallone nel canestro con i sottomano. Il carattere non semplice che lo ha portato a litigare spesso con i suoi allenatori e compagni di squadra è stato fonte di problemi per lui nella sua carriera.

## Carriera

### High school e college
Ha frequentato la Louisville Eastern High School per tre anni, allenato dal coach Doug Bibby. Durante il suo anno da Junior si è guadagnato il titolo di giocatore All-State ed è stato eletto settimo Region Player dell'anno. Si è trasferito alla famosa Oak Hill Academy del Virginia per il suo anno da senior. Nel 2004 Rondo venne selezionato per partecipare al McDonald's All-American Game, dove mise a referto 14 punti, quattro assist e quattro rimbalzi. Nel suo anno da senior Rondo distribuì 31 assist in una sola partita, ad appena quattro dal record nazionale di 35 assist.
Scelse poi di giocare per Kentucky, nonostante fosse inizialmente intenzionato a giocare per Louisville, la grande rivale dell'università nel Virginia (la scelta principale dell'università di Louisville fu Sebastian Telfair). Rondo approfittò della borsa di studio offertagli da Tubby Smith (allenatore dei Kentucky Wildcats). Insieme agli All-American Joe Crawford e Randolph Morris, fu uno dei giocatori a completare la selezione Rivals.com del 2004. Ha condotto Kentucky a numerose vittorie: in particolare vanno ricordati alcuni successi ottenuti allo scadere contro la University of Louisville, la University of Southern California e la Central Florida University.
Tuttavia Kentucky non riuscì ad avanzare alle Final Four NCAA in nessuna delle due stagioni disputate da Rondo.
A Kentucky Rondo ha stabilito il record per palle recuperate in una stagione (87) durante il suo primo anno e ha totalizzato almeno una palla recuperata in ognuna delle sue partite. Nel suo anno da sophomore, invece, ha stabilito i suoi career high di 12 assist contro Ole Miss (in soli 23 minuti) e di 25 punti contro Louisville. Detiene tuttora il record dell'università per rimbalzi catturati da una guardia, con un totale di 19 nella sconfitta di inizio stagione contro Iowa. Il suo punto debole è il tiro, infatti Rondo ha chiuso la stagione con percentuali di 18 su 66 da tre e 57,1 ai liberi, molto basse per una guardia.
Rondo è stato anche selezionato per la nazionale americana Under-21 che nel 2005 ha disputato in Argentina i campionati mondiali FIBA. A seguito della stagione NCAA 2005-06, Rondo ha annunciato che avrebbe saltato le sue due ultime stagioni a Kentucky e che si sarebbe dichiarato eleggibile per il NBA draft.

### NBA (2006-2022)

#### Boston Celtics (2006-2014)
È stato la 21ª scelta assoluta da parte dei Phoenix Suns nel Draft NBA 2006. Phoenix ha deciso, poi, di scambiarlo con i Boston Celtics assieme a Brian Grant per la scelta del primo giro dei Cleveland Cavaliers nel Draft del 2007, più una somma economica. In un altro scambio lo stesso giorno del draft, i Celtics hanno preso Sebastian Telfair dai Portland Trail Blazers, compattando il backcourt che l'allenatore Rick Pitino aveva visto a Louisville. Ha firmato un contratto professionistico con i Boston Celtics il 4 luglio 2006.

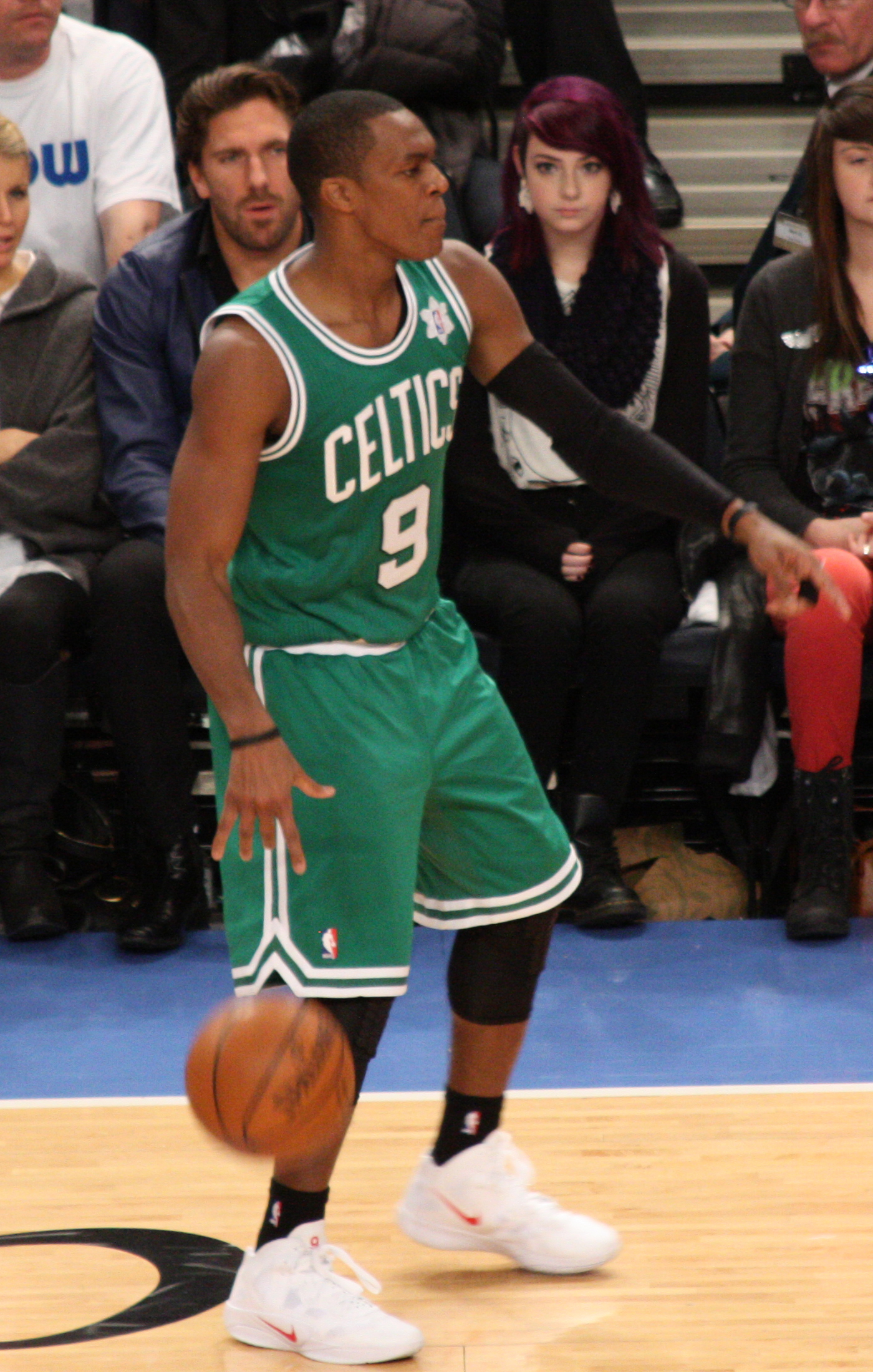
Rondo in palleggio ai Celtics nel dicembre 2011.

Durante la prima stagione nella NBA non ha giocato molto: il titolare nel ruolo di play era infatti Delonte West, tuttavia Rondo è riuscito a chiudere la sua prima stagione con medie di 6,4 punti, 3,8 assist e 3,7 rimbalzi. Per la stagione successiva i Celtics gli hanno dato piena fiducia lanciandolo titolare in una squadra totalmente diversa dall'anno precedente e alla quale si erano aggregati anche Ray Allen e Kevin Garnett. Rajon è protagonista di una regular season da 10,6 punti a partita, 5,1 assist a partita e 4,2 rimbalzi a partita, durante la quale prende parte anche al Rookie Challenge da sophomore durante l'All-Star Weekend a New Orleans.
Ai play-off NBA Rondo sorprende ancora, contando 10,2 punti di media, 6,6 assist di media e 4,1 rimbalzi di media, messi a referto nonostante i problemi al ginocchio accusati durante le Finals NBA. Rondo riesce a giocare gara-6 delle Finals NBA dove sigla 21 punti, 8 assist, 7 rimbalzi e ben 6 palle recuperate, che consentono ai Celtics di vincere la partita e quindi il 17º anello.

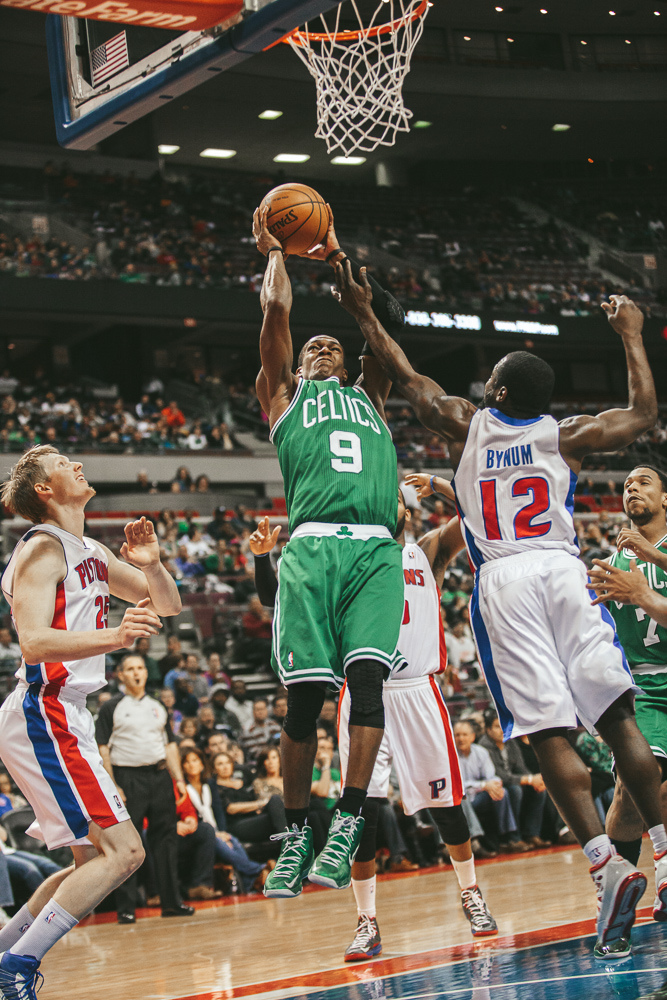
Rondo tira contro Kyle Singler.

Nel 2009 ha vissuto un periodo di miglioramento impressionante, contribuendo a fare raggiungere a Boston una striscia di vittorie tra le migliori di sempre (ben 19 consecutive), che costituiscono anche il record di franchigia. È considerato uno fra i giocatori più veloci della lega e uno dei migliori difensori sul palleggio. Dan Peterson lo definisce il playmaker del futuro, quello che fa dell'atletismo e dell'energia i suoi punti forti, anche per distribuire assist. Si rende decisivo nelle vittorie dei Celtics nelle semifinali di conference contro i Cleveland Cavaliers di LeBron James: in gara-2 regala ai compagni ben 19 assist, pareggiando il record di franchigia nei playoffs che appartiene a Bob Cousy, mentre in gara-4 realizza una tripla doppia con 29 punti, 12 assist e ben 18 rimbalzi, tantissimi per un giocatore di 185 cm.
Il 22 febbraio 2009 segna il suo career high di 32 punti, mentre per gli assist fissa il suo record contro i New York Knicks, il 29 ottobre 2010, servendone ai compagni ben 24. Durante la stagione 2010-11 il suo ruolo nella squadra è ben diverso da quello ricoperto in precedenza: è ritenuto infatti il miglior giocatore dei Celtics, dimostrandolo più volte nel corso della regular season, durante la quale sarà il secondo negli assist, con 11,2 a partita. Il 15 febbraio 2012 stabilisce il suo career high con 35 punti con i Detroit Pistons. Il 26 maggio 2012 in gara-7 dei play-off contro i Philadelphia 76ers realizza una tripla doppia con 18 punti 10 rimbalzi e 10 assist. Prima di lui nei Celtics in gara-7 dei play-off c'era riuscito solo Larry Bird. Il 30 maggio 2012 mette a referto 44 punti in gara-2 contro Miami, stabilendo così il suo career-high nei play-off NBA.
Durante le partite contro Miami, e anche prima, Rondo dimostra un gioco diverso dagli altri grandi della squadra, ben più dinamico. Inoltre egli sembra decidere sempre per la cosa meno "ovvia" con passaggi e finte al limite del folle, che hanno però molto spesso l'effetto di lasciare la difesa completamente sbalordita. Proprio durante questi play-off Magic Johnson ha definito senza mezzi termini Rondo "Il miglior playmaker della lega". Il 27 gennaio 2013 si ruppe il legamento crociato anteriore del ginocchio destro durante la partita contro gli Atlanta Hawks.

#### Dallas Mavericks (2014-2015)

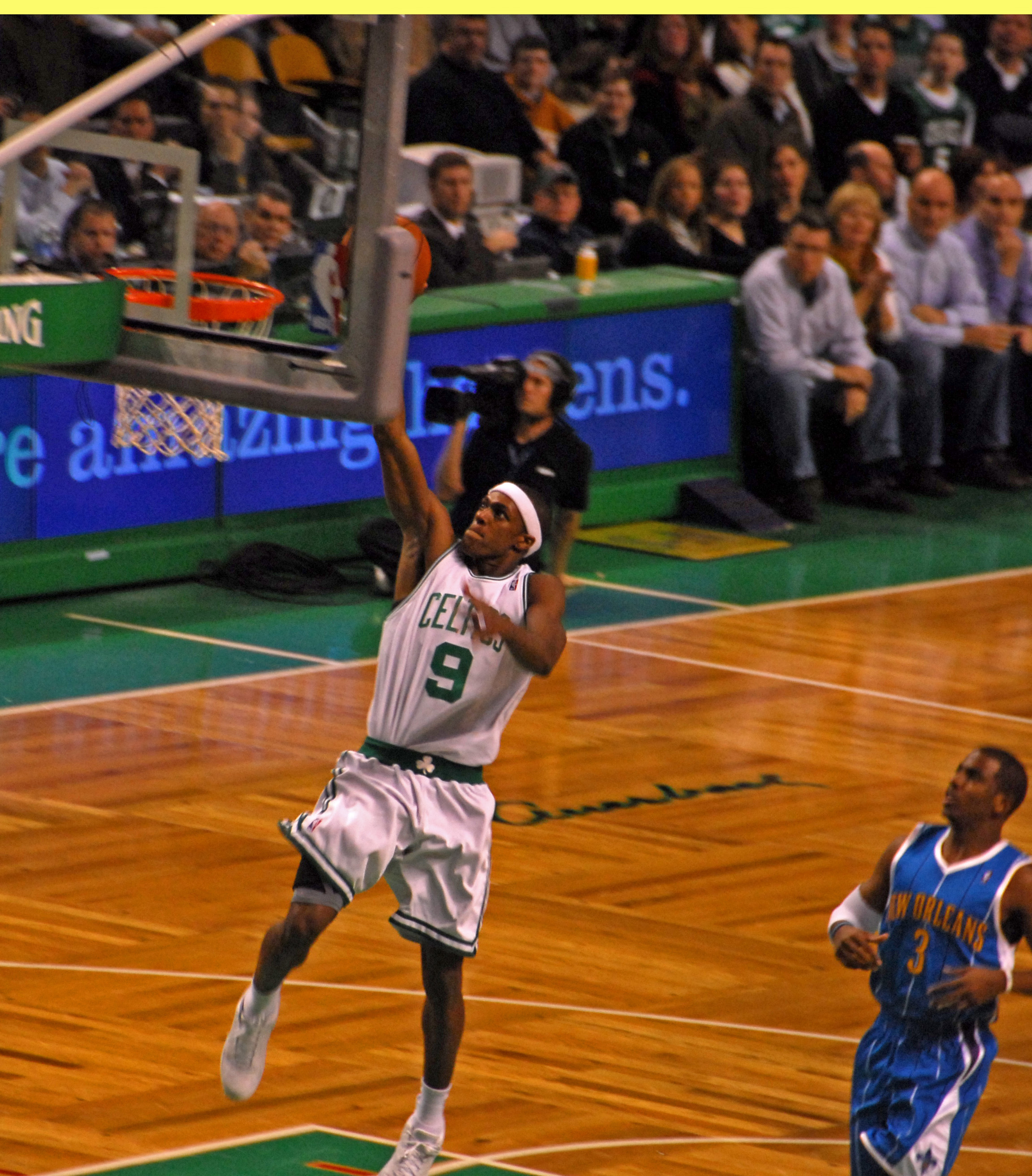
Rondo mentre segna in sottomano

Il 18 dicembre 2014 viene ceduto insieme a Dwight Powell ai Dallas Mavericks in cambio di Jae Crowder, Jameer Nelson, Brandan Wright, una prima scelta protetta al Draft 2015 e una seconda scelta al Draft 2016. Debutta con la nuova maglia due giorni dopo, contro i San Antonio Spurs, realizzando 6 punti, 9 assist, 7 rimbalzi e 2 palle rubate in 34 minuti. Il 2 gennaio 2015, nella sua prima partita da avversario contro i Celtics, segna un career-high di 15 punti nel primo quarto e un season-high di 29 punti totali. Nel febbraio 2015 è stato costretto a saltare 6 partite a causa di una frattura nasale e orbitale destra che si era procurato il 31 gennaio in uno scontro fortuito con il compagno di squadra Richard Jefferson. Il successivo 25 febbraio è stato sospeso per una partita a causa di un acceso diverbio con l'allenatore dei Mavs Rick Carlisle. Il 22 aprile è stato costretto a chiudere anticipatamente la sua stagione a causa di un infortunio alla schiena subito in gara-2 dei playoff contro gli Houston Rockets.

#### Sacramento Kings (2015-2016)
Il 3 luglio 2015 firma un contratto annuale a 9,5 milioni con i Sacramento Kings. Il 21 gennaio 2016 nella vittoria contro gli Atlanta Hawks Rondo mette a segno una tripla doppia per poi ripetersi la partita successiva contro gli Indiana Pacers segnando così due triple doppie consecutive, sei stagionali e 38 in carriera. Distribuisce 20 assist, con 10 rimbalzi e 7 punti nella sconfitta contro gli Charlotte Hornets. Diventa così il primo giocatore dopo Magic Johnson (1988) a realizzare 20 assist e 10 rimbalzi con meno di 10 punti.
A fine stagione diventa il giocatore con più partite in doppia cifra di assist in una singola stagione nella storia dei Kings; con 11,7 assist di media a partita è inoltre primo nella classifica stagionale di assist di media a partita.

#### Chicago Bulls (2016-2017)
Diventato free agent, nell'estate 2016 firma un contratto biennale con i Chicago Bulls, necessitanti di una point guard in sostituzione di Derrick Rose, accasatosi ai New York Knicks. Dopo una stagione con più ombre che luci, Rondo nei playoffs si rivela importante nella serie contro i Boston Celtics, sua ex-squadra. Tuttavia, dopo il suo infortunio in gara-2, i suoi sostituti Jerian Grant, Michael Carter-Williams e Isaiah Canaan non si rivelarono all'altezza di Rondo, con i Bulls che vennero eliminati dalla serie per 4-2 (dopo essere stati in vantaggio per 2-0).
Alla fine della stagione viene tagliato dalla squadra dell'Illinois.

#### New Orleans Pelicans (2017-2018)
Il 15 luglio 2017, Rondo firma un accordo annuale con la squadra della Louisiana, i New Orleans Pelicans. Il 27 dicembre, nella partita casalinga contro i Brooklyn Nets, sigla il record personale e di franchigia di assist (25).

#### Los Angeles Lakers (2018-2020)
Il 3 luglio 2018 firma un contratto annuale con i Los Angeles Lakers. Il 21 ottobre 2018, nel corso della sfida persa in casa per 124-115 contro gli Houston Rockets, si rende protagonista di un episodio controverso con Chris Paul dove, a seguito di un diverbio tra il compagno di squadra Brandon Ingram e James Harden, è nata una discussione molto accesa, con Rondo che ha sputato in faccia al play dei Rockets, che ha poi reagito infilandogli le dita nell'occhio. Non hanno facilitato la situazione i numerosi attriti passati tra i due (già protagonisti nel 2009 in un Boston Celtics-New Orleans Hornets di un acceso diverbio). La NBA ha quindi squalificato sia Rondo che CP3 che Ingram, rispettivamente per 3, 2 e 4 partite.
Ai Lakers riesce comunque a essere un giocatore importante facendo da spalla a LeBron James, e risultando determinante in tre sfide in particolare: la prima a Natale contro i Golden State Warriors vinta 127-101 dai gialloviola con Rondo che ha preso le redini della squadra dopo l'uscita di LeBron per infortunio, il 1º febbraio 2019 nel derby cittadino con i Los Angeles Clippers in cui contribuisce con 14 punti, 10 rimbalzi e 7 assist alla vittoria per 123-120 all'overtime della squadra, la terza l'8 febbraio 2019 contro i Boston Celtics dove segna allo scadere il canestro del sorpasso e del definitivo 129-128 dei gialloviola al TD Garden. L'11 ottobre 2020, dopo la vittoria in gara 6 nelle Finals contro i Miami Heat (totale 4-2), si laurea per la seconda volta in carriera campione NBA, diventando il secondo giocatore della storia del basket americano a vincere l'anello con le due franchigie più titolate della lega (Boston Celtics e Los Angeles Lakers), dopo Clyde Lovellette nel 1960.

#### Atlanta Hawks, Los Angeles Clippers e ritorno ai Lakers (2020-2021)
Il 21 novembre 2020 firma un biennale da $15M con gli Atlanta Hawks.
Il 25 marzo 2021 viene scambiato al termine della trade deadline ai Los Angeles Clippers per Lou Williams e due scelte al secondo turno.
Nell'offseason rimane a Los Angeles, facendo ritorno ai Lakers, con i quali vinse il suo secondo titolo nel 2020.

#### Cleveland Cavaliers (2022)
Il 3 gennaio 2022 viene scambiato dai Lakers ai Cleveland Cavaliers in uno scambio a tre con New York, che riceve Denzel Valentine.

## Statistiche
| † | Denota le stagioni in cui ha vinto il titolo |
| * | Primo nella lega                             |
| * | Record                                       |

### NCAA
| Anno      | Squadra           | PG | PT | MP   | TC%  | 3P%  | TL%  | RP  | AP  | PRP | SP  | PP   |
| --------- | ----------------- | -- | -- | ---- | ---- | ---- | ---- | --- | --- | --- | --- | ---- |
| 2004-2005 | Kentucky Wildcats | 34 | 34 | 25,1 | 51,0 | 30,3 | 58,3 | 2,9 | 3,5 | 2,6 | 0,2 | 8,1  |
| 2005-2006 | Kentucky Wildcats | 34 | 28 | 31,0 | 48,2 | 27,3 | 57,1 | 6,1 | 4,9 | 2,0 | 0,1 | 11,2 |
| Carriera  | Carriera          | 68 | 62 | 28,1 | 49,3 | 28,3 | 57,7 | 4,5 | 4,2 | 2,3 | 0,2 | 9,6  |

#### Massimi in carriera
- Massimo di punti: 25 vs Louisville (17 dicembre 2005)[32]
- Massimo di rimbalzi: 19 vs Iowa (21 novembre 2005)
- Massimo di assist: 12 vs Mississippi (22 febbraio 2006)
- Massimo di palle rubate: 8 vs Mississippi State (19 febbraio 2005)
- Massimo di stoppate: 3 vs South Carolina (15 febbraio 2005)
- Massimo di minuti giocati: 38 (2 volte)

### NBA

#### Regular season
| Anno       | Squadra             | PG  | PT  | MP   | TC%  | 3P%  | TL%  | RP  | AP    | PRP  | SP  | PP   |
| ---------- | ------------------- | --- | --- | ---- | ---- | ---- | ---- | --- | ----- | ---- | --- | ---- |
| 2006-2007  | Boston Celtics      | 78  | 25  | 23,5 | 41,8 | 20,7 | 64,7 | 3,7 | 3,8   | 1,6  | 0,1 | 6,4  |
| 2007-2008† | Boston Celtics      | 77  | 77  | 29,9 | 49,2 | 26,3 | 61,1 | 4,2 | 5,1   | 1,7  | 0,2 | 10,6 |
| 2008-2009  | Boston Celtics      | 80  | 80  | 33,0 | 50,5 | 31,3 | 64,2 | 5,2 | 8,2   | 1,9  | 0,1 | 11,9 |
| 2009-2010  | Boston Celtics      | 81  | 81  | 36,6 | 50,8 | 21,2 | 62,1 | 4,4 | 9,8   | 2,3* | 0,1 | 13,7 |
| 2010-2011  | Boston Celtics      | 68  | 68  | 37,2 | 47,5 | 23,3 | 56,8 | 4,4 | 11,2  | 2,2  | 0,2 | 10,6 |
| 2011-2012  | Boston Celtics      | 53  | 53  | 36,9 | 44,8 | 23,8 | 59,7 | 4,8 | 11,7* | 1,8  | 0,1 | 11,9 |
| 2012-2013  | Boston Celtics      | 38  | 38  | 37,4 | 48,4 | 24,0 | 64,5 | 5,6 | 11,1* | 1,8  | 0,2 | 13,7 |
| 2013-2014  | Boston Celtics      | 30  | 30  | 33,3 | 40,3 | 28,9 | 62,7 | 5,5 | 9,8   | 1,3  | 0,1 | 11,7 |
| 2014-2015  | Boston Celtics      | 22  | 22  | 31,8 | 40,5 | 25,0 | 33,3 | 7,5 | 10,8  | 1,7  | 0,1 | 8,3  |
| 2014-2015  | Dallas Mavericks    | 46  | 46  | 28,7 | 43,6 | 35,2 | 45,2 | 4,5 | 6,5   | 1,2  | 0,1 | 9,3  |
| 2015-2016  | Sacramento Kings    | 72  | 72  | 35,2 | 45,4 | 36,5 | 58,0 | 6,0 | 11,7* | 2,0  | 0,1 | 11,9 |
| 2016-2017  | Chicago Bulls       | 69  | 42  | 26,7 | 40,8 | 37,6 | 60,0 | 5,1 | 6,7   | 1,4  | 0,2 | 7,8  |
| 2017-2018  | N.O. Pelicans       | 65  | 63  | 26,2 | 46,8 | 33,3 | 54,3 | 4,0 | 8,2   | 1,1  | 0,2 | 8,3  |
| 2018-2019  | L.A. Lakers         | 46  | 29  | 29,8 | 40,5 | 35,9 | 63,9 | 4,0 | 8,0   | 1,2  | 0,2 | 9,2  |
| 2019-2020† | L.A. Lakers         | 48  | 3   | 20,5 | 41,8 | 32,8 | 65,9 | 3,0 | 5,0   | 0,8  | 0,0 | 7,1  |
| 2020-2021  | Atlanta Hawks       | 27  | 2   | 14,9 | 40,0 | 37,8 | 50,0 | 2,0 | 3,5   | 0,7  | 0,1 | 3,9  |
| 2020-2021  | L.A. Clippers       | 18  | 1   | 20,4 | 48,6 | 43,2 | 100  | 3,1 | 5,8   | 1,0  | 0,1 | 7,6  |
| 2021-2022  | L.A. Lakers         | 18  | 0   | 16,1 | 32,4 | 26,7 | 50,0 | 2,7 | 3,7   | 0,7  | 0,3 | 3,1  |
| 2021-2022  | Cleveland Cavaliers | 21  | 1   | 19,4 | 42,9 | 39,7 | 75,0 | 2,8 | 4,9   | 0,9  | 0,0 | 6,2  |
| Carriera   | Carriera            | 957 | 733 | 29,9 | 45,6 | 32,4 | 61,1 | 4,5 | 7,9   | 1,6  | 0,1 | 9,8  |
| All-Star   | All-Star            | 3   | 0   | 18,7 | 54,5 | -    | -    | 1,7 | 7,0   | 0,3  | 0,0 | 4,0  |

#### Play-off
| Anno     | Squadra          | PG  | PT  | MP   | TC%  | 3P%  | TL%  | RP  | AP    | PRP | SP  | PP   |
| -------- | ---------------- | --- | --- | ---- | ---- | ---- | ---- | --- | ----- | --- | --- | ---- |
| 2008†    | Boston Celtics   | 26* | 26* | 32,0 | 40,7 | 25,0 | 69,1 | 4,1 | 6,6   | 1,7 | 0,3 | 10,2 |
| 2009     | Boston Celtics   | 14  | 14  | 41,2 | 41,7 | 25,0 | 65,7 | 9,7 | 9,8   | 2,5 | 0,2 | 16,9 |
| 2010     | Boston Celtics   | 24  | 24  | 40,6 | 46,3 | 37,5 | 59,6 | 5,6 | 9,3   | 1,9 | 0,1 | 15,8 |
| 2011     | Boston Celtics   | 9   | 9   | 38,3 | 48,7 | 0,0  | 63,2 | 5,4 | 9,6   | 1,1 | 0,0 | 14,0 |
| 2012     | Boston Celtics   | 19  | 19  | 42,6 | 46,8 | 26,7 | 69,6 | 6,7 | 11,9* | 2,4 | 0,1 | 17,3 |
| 2015     | Dallas Mavericks | 2   | 2   | 18,5 | 45,0 | 50,0 | -    | 1,0 | 3,0   | 0,0 | 0,0 | 9,5  |
| 2017     | Chicago Bulls    | 2   | 2   | 33,5 | 42,3 | 0,0  | 50,0 | 8,5 | 10,0  | 3,5 | 0,5 | 11,5 |
| 2018     | N.O. Pelicans    | 9   | 9   | 33,6 | 41,3 | 42,1 | 64,3 | 7,6 | 12,2* | 1,4 | 0,2 | 10,3 |
| 2020†    | L.A. Lakers      | 16  | 0   | 24,7 | 45,5 | 40,0 | 68,4 | 4,3 | 6,6   | 1,4 | 0,1 | 8,9  |
| 2021     | L.A. Clippers    | 13  | 0   | 16,9 | 34,0 | 39,3 | 66,7 | 2,6 | 3,8   | 0,4 | 0,2 | 4,2  |
| Carriera | Carriera         | 134 | 105 | 34,0 | 44,0 | 33,0 | 64,9 | 5,6 | 8,5   | 1,7 | 0,2 | 12,5 |

#### Massimi in carriera
- Massimo di punti: 44 vs Miami Heat (30 maggio 2012)[33]
- Massimo di rimbalzi: 18 vs Cleveland Cavaliers (9 maggio 2010)
- Massimo di assist: 25 vs Brooklyn Nets (27 dicembre 2017)
- Massimo di palle rubate: 8 vs Memphis Grizzlies (23 marzo 2011)
- Massimo di stoppate: 3 (2 volte)
- Massimo di minuti giocati: 58 vs Chicago Bulls (30 aprile 2009)

## Palmarès

### NBA
- Campionato NBA:  2

Boston Celtics: 2008
Los Angeles Lakers: 2020
- McDonald's All-American Game (2004)
- NBA All-Rookie Second Team (2007)
- 2 volte NBA All-Defensive First Team (2010, 2011)
- 2 volte NBA All-Defensive Second Team (2009, 2012)
- Migliore nelle palle rubate NBA (2010)
- 3 volte Miglior passatore NBA (2012, 2013, 2016)
- 4 volte NBA All-Star (2010, 2011, 2012, 2013)
- All-NBA Third Team: 2012
- Quindicesimo per numero di assist di sempre NBA
- Cinquantesimo miglior giocatore per palle rubate di sempre NBA

## Vita privata
È sposato con Ashley Bachelor, da cui ha avuto due figli: Ryelle, nata il 6 febbraio 2008, e Rajon Jr.